# 李海明
李海明，男，1984年1月3日出生于山东潍坊。国家级散打运动员，60公斤级。

## 技术特长
头脑灵活，技术全面，体能好，打法硬朗，能够在赛场上通过连续组合攻击打败同级别对手。

## 成长历程
- 1996年于宋江武校学武术套路，后改学散打。
- 2001年被广东省散打队总教练夏卫中相中，进入广东队训练。

## 个人战绩
- 2002年中法国际散打争霸赛冠军
- 2005年中国武术散打 "王中王"争霸赛冠军
- 2005年武术散打俱乐部冠军
- 2006年“多喜健”杯第五届中国功夫VS泰国职业泰拳争霸赛冠军
- 2010年2010年北京首届世界武搏运动会56KG级冠军

## 外部連結
- 武术散打男子56KG级 李海明险胜对手摘金 （页面存档备份，存于）
- 李海明因伤退战观众不满可退票[永久]